# Глебово (Рязанский район)
Глебово — село в Рязанском районе Рязанской области России, входит в состав Вышгородского сельского поселения.

## География
Село расположено в 11 км на северо-запад от центро поселения села Вышгород и в 17 км на юго-восток от Рязани.

## История
Глебово вместе с другими деревнями входило в состав старо-льговского прихода. В 1695 году в нём была построена церковь и освящена как Богородицерождественская. Кроме села, в приходе состояла деревня Юрасово, в которых было 72 двора. В 1765 году церковь была заново перестроена. В 1871 году вместо сгоревшей деревянной церкви было начато строительство каменной церкви Рождества Пресвятой Богородицы, в которой в 1880 году освящен престол в честь святого Николая.
В XIX — начале XX века село входило в состав Астроминской волости Рязанского уезда Рязанской губернии, с 1925 года — в составе Вышгородской волости. В 1905 году в селе было 177 дворов.
С 1929 года село являлось центром Глебовского сельсовета Рязанского района Рязанского округа Московской области, с 1937 года — в составе Рязанской области, с 2005 года — в составе Кораблинского сельского поселения, с 2017 года — в составе Вышгородского сельского поселения.

## Население
| 1859 | 1906  | 2010 |
| ---- | ----- | ---- |
| 609  | ↗1154 | ↘73  |